# エロベイ諸島

赤道ギニアとガボンの国境地帯の地図。北が赤道ギニア（リオ・ムニ）、中央がエロベイ諸島。

エロベイ諸島（エロベイしょとう、スペイン語: Islas Elobey）は大西洋にある赤道ギニア領の諸島。北緯1度、東経9度付近のギニア湾にあり、ミテメレ川の河口の西側にあたる。リトラル県に属す。
エロベイ諸島は南西の大エロベイ島・北東の小エロベイ島からなり、これらの島はいずれも無人島であるが南側のガボンとの国境付近の海域に存在するため、赤道ギニアの領土・領海形成に関して重要な地域である。